# Faustin Linyekula

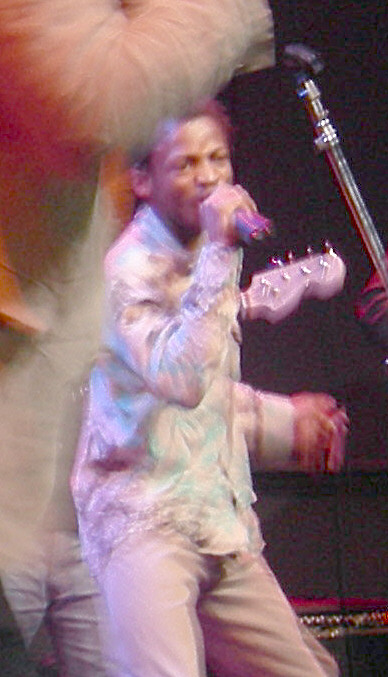
Faustin Linyekula mit Wawile Bonane und seiner Soukous-Band auf dem Festival of Lies 2007 in Seattle.

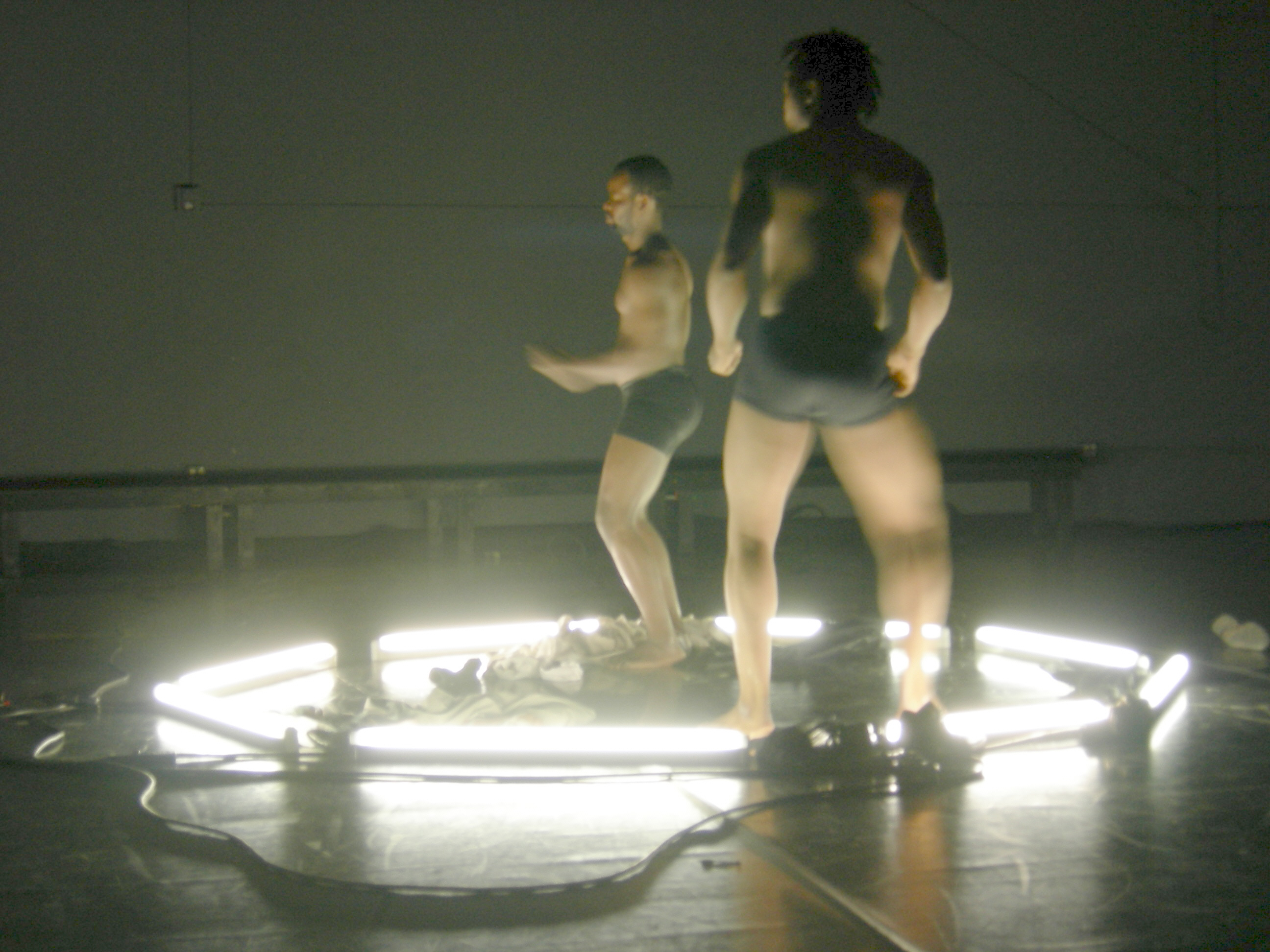
Tänzer, Festival of Lies, 2007

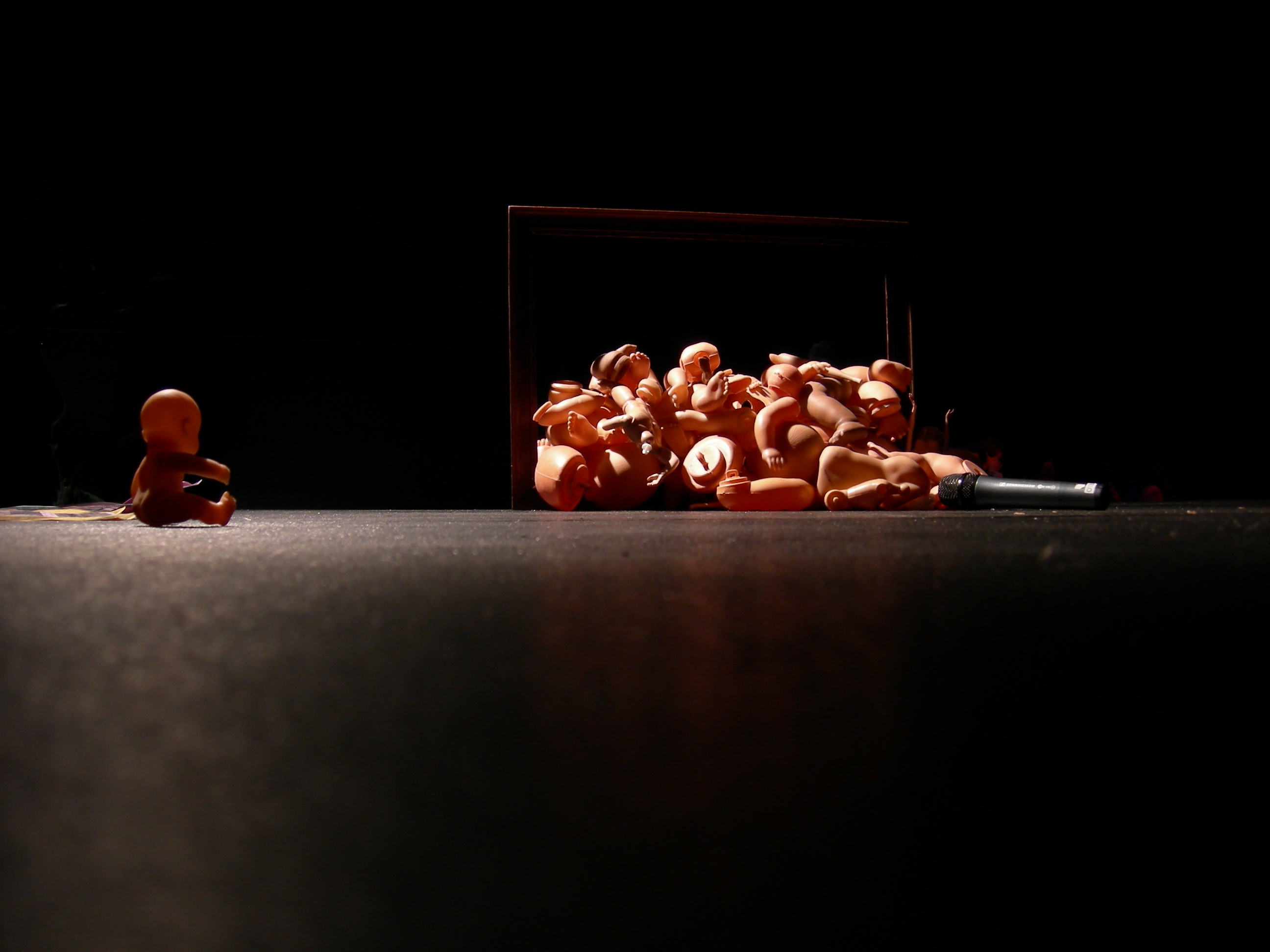
Zerstörte Puppen als symbolische Opfer des Krieges, Festival of Lies, 2007

Faustin Linyekula (* 27. Februar 1974 in Ubundu, Zaire, heute Demokratische Republik Kongo) ist ein kongolesischer Tänzer und Choreograf. Seinen Arbeiten liegt die Tanzform des N’dombolo und die damit verbundene Musik, eine Soukous-Variante, zugrunde. Inhaltlich setzen sie sich „mit den Folgen von Jahrzehnten der Kriege, des Terrors, der Angst und des wirtschaftlichen Zusammenbruchs für sich selbst, seine Familie und Freunde“ auseinander. Linyekula unterrichtet und tourt in Afrika, Europa und den USA.

## Herkunft und Familie
Linyekula wurde in Ubundu im Nordosten der heutigen Demokratischen Republik Kongo geboren. Drei Jahre zuvor war das Land gerade unter dem diktatorischen Präsidenten Mobutu Sese Seko in Zaire umbenannt worden. Die weitreichende Umbenennungspolitik begründete Mobutu mit der Befreiung von kolonialen und neokolonialen Einflüssen, er nutzte sie jedoch tatsächlich zur Konsolidierung seiner eigenen Macht und etablierte eine Staatsideologie, die Authenticité oder Mobutismus genannt wurde. Folglich durfte auch Linyekulas Vorname Faustin nicht auf offiziellen Papieren erscheinen – christliche Vornamen wertete das Mobutu-Regime als Ausdruck der Unterwerfung der Afrikaner. In den späten 1990er Jahren wurde dieser Bann aufgehoben.
Linyekula wuchs in einem mehrsprachigen und multikulturellen Umfeld römisch-katholischer Herkunft auf.

## Beruflicher Werdegang
Linyekula studierte Literatur und Theaterwissenschaft in Kisangani im kongolesischen Nordosten. Nachdem die Universitäten in seinem Heimatland geschlossen wurden, ging er 1993 nach Nairobi, Kenia und besuchte dort die Universität bis 1996. Nach einem Aufenthalt in London, wo er mit Theater in Berührung kam, ging er nach Kenia zurück und gründete 1997 gemeinsam mit dem Pantomime-Künstler Opiyo Okach und dem Tänzer Afrah Tenambergen die Gruppe Gàara, die erste zeitgenössische Tanzkompanie Kenias. In dieser Zeit nahm er außerdem an einem Workshop des von der Elfenbeinküste stammenden Tänzers Alphonse Pierou teil. Drei Jahre später begann er, erste eigene Choreografien zu entwickeln.
Linyekula reiste nach Frankreich, wo er als "Artist in Residence" zunächst mit der Choreografin Régine Chopinot und danach mit Mathilde Monnier arbeitete. Im Jahr 2000 kreierte er schließlich gemeinsam mit dem südafrikanischen Tänzer Gregory Maqoma das Stück Tales off the Mud Wall (2000) im Rahmen der ImPulsTanz in Wien.
Danach kehrte er in den Kongo zurück. Im Juni 2001 gründete er die Studios Kabako als interdisziplinären Ort der Begegnung in Kinshasa. Bis heute arbeitet Linyekula unter diesem Namen mit Künstlern aus den Bereichen Tanz, Musik, Video und bildender Kunst zusammen. Die damalige Rückkehr in sein Heimatland kann als „Weg des größten Widerstands“ gesehen werden, berücksichtigt man, welche Arbeits- und Aufführungsmöglichkeiten sich ihm zum gleichen Zeitpunkt in Europa boten.
2003 choreografierte Linyekula ein Stück für sechs Hip-Hop-Tänzer als Teil des Festivals Suresnes Cités Danse in der französischen Stadt Suresnes nahe Paris. Später, im Jahr 2005, erhielt er eine Carte blanche vom Nationalen Tanzzentrum Frankreichs, um ein Festival zu veranstalten. Im Ergebnis entstand Le Cargo – zehn afrikanische Kompanien präsentierten in diesem Rahmen ihre Arbeit, für den Großteil waren es die ersten Aufführungen in Europa. 2007 wurde Linyekulas Festival des mensonges („Festival of Lies“) auf dem weitläufig bekannten Festival von Avignon gezeigt., ebenso wie Dinozord: The Dialogue Series (2006).
Linyekula unterrichtet in Afrika, Europa (Parts/Brüssel, CNDC Angers/Frankreich, ImPulsTanz/Wien, Laban Centre/London etc.) und in den USA. Zudem nahm er zusammen mit anderen afrikanischen Künstlern und Intellektuellen an einem Think Tank teil, der sich dem Aufbau eines künstlerischen Zentrums nahe Cape Town in Südafrika widmete. Aufgrund der Arbeit dieses Think Tanks entstand hier 2004 das Africa Centre als gemeinnützige Organisation, die sich als Katalysator für sozialen Wandel versteht und internationalen Künstlern vor dem Hintergrund der geografischen Realitäten eine Plattform bietet, um künstlerische Praktiken und die Entstehung von Wissen zu untersuchen.
Seit 2006 lebt Linyekula in Kisangani, wo die Studios Kabako ihren künstlerischen Aktivitäten auf lokaler Ebene nachgehen. Im Mai 2009 eröffneten sie das erste professionelle Aufnahmestudio im östlichen Teil des Landes. Langfristig plant Linyekula gemeinsam mit der deutschen Architektin Bärbel Müller drei kulturelle Zentren in der Umgebung von Kisangani, darunter ein Zentrum für künstlerische Recherche, das acht Kilometer vom Stadtzentrum Kisanganis entfernt entstehen soll.
Linyekula ist Preisträger des Prince Claus Award 2007.

## Choreografische Arbeiten (Auswahl)

### Mit Studio Kabako
- Spectacularly Empty I (2001)
- Triptyque sans titre – Fragments et Autres Boues Recyclés ("Untitled Triptych – Fragments and Other Recycled Sludge", 2002)
- Spectacularly Empty II (2003)
- Radio Okapi (2004)
- Le Festival des mensonges ("Festival of Lies", 2005–2006)
- The Dialogue Series: i. Franco (2006)
- The Dialogue Series: iii. Dinozord (2006)
- La Fratrie errante (2007)
- more more more... future (2009)
- Pour en finir avec Bérénice (2010)
- Le Cargo (2011)
- Stronghold (2012)
- Sur les traces de Dinozord (2012)
- Drums and Digging (2013)

### Weitere
- Cleansing (1997, mit Opiyo Okach, Afrah Tenambergen und la Compagnie Gàara)
- Tales off the Mud Wall (2000, mit Gregory Vuyani Maqoma)
- Telle une ombre gravée dans la poussière ("Such a Shadow Etched in the Dust", 2003)
- Mes obsessions: j’y pense et puis je crie! ("My obsessions: I think and then I scream!", 2006)
- Si c'est un nègre / autoportrait ("If that is a Black Man / Self Portrait", 2003 – Solo für den französischen Tänzer Sylvain Prunenec)
- Bérénice (2009, von Jean Racine, im Auftrag der Comédie-Française in Paris)
- Sans-titre (2009, Solo von Raimund Hoghe für Faustin Linyekula)
- Les épopées miniatures (2011)
- La Création du monde (1923–2012) (2012)